# Postgeschichtliches Museum Friesoythe
Das Postgeschichtliche Museum ist ein 1988 gegründetes Museum in der niedersächsischen Stadt Friesoythe.

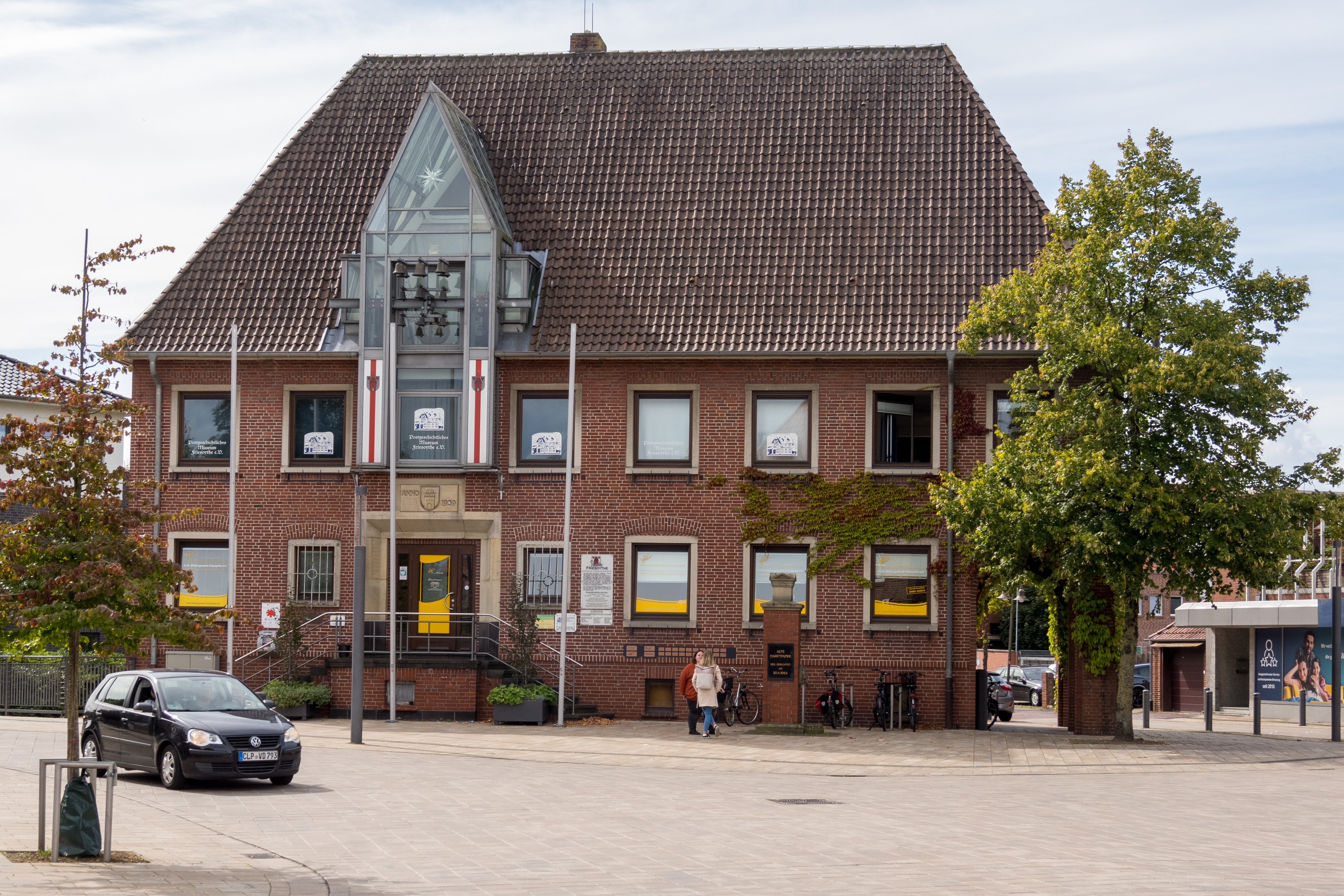
Museum im ehemaligen Rathaus

## Geschichte
Das Museum wurde im Jahr 1988 auf einer Fläche von 16 m² im Obergeschoss des ehemaligen Postamts der Stadt Friesoythe gegründet und befindet sich seit 2004 im ehemaligen Rathaus „Stadtmitte“ mit einer Ausstellungsfläche von 300 m².
Das Museum zeigt einen Querschnitt der Post- und Telekommunikationsgeschichte von ca. 1750 bis heute, wobei die Ausstellung etwa 1000 Exponate umfasst.
Ausgestellt werden u. a. optische Telegrafen, ein Morseapparat aus dem Jahr 1850 sowie weitere Geräte, die die Entwicklung der Telekommunikation bis zum Smartphone zeigen. Die Ausstellung beinhaltet zum Fachbereich Kabel- und Freileitungstechnik u. a. Erdkabeltypen und Hochleistungslichtwellenleiter für Datenautobahnen. Verschiedene Werkzeuge veranschaulichen die historischen Arbeitsbedingungen von Fernmeldehandwerkern. Eine Poststube gibt Einblick in eine Postagentur aus dem Jahr 1910. Die Ausstellung umfasst außerdem u. a. Briefkästen aus verschiedenen Epochen, historische Uniformen, Fotos, Briefe und Schriften
Zusätzlich finden Sonderausstellungen zu verschiedenen aktuellen zeitgeschichtlichen Themen statt.